# Kazimierz Marian Wisńiowski
Kazimierz Marian Wisńiowski, poljski general, * 1896, † 1964.